# Кокшамарське сільське поселення
Кокшама́рське сільське поселення (рос. Кокшамарское сельское поселение) — муніципальне утворення у складі Звениговського району Марій Ел, Росія. Адміністративний центр — присілок Кокшамари.

## Населення
Населення — 1804 особи (2019, 2107 у 2010, 2103 у 2002).

## Склад
До складу поселення входять такі населені пункти:
| Населений пункт               | Населення, осіб (2002) | Населення, осіб (2010) |
| ----------------------------- | ---------------------- | ---------------------- |
| Іванбеляк, присілок           | 106                    | 102                    |
| Кокшамари, присілок           | 1068                   | 1130                   |
| Ліпша, присілок               | 130                    | 79                     |
| Сидельниково, село            | 733                    | 677                    |
| Сокольний, селище             | 14                     | 15                     |
| Уржумка, присілок             | 34                     | 63                     |
| Уржумське Лісничество, селище | 18                     | 41                     |